# هر طور شما دوست دارید (فیلم ۲۰۰۶)
هر طور شما دوست دارید (انگلیسی: As You Like It) فیلمی در ژانر کمدی به کارگردانی کنت برانا است که در سال ۲۰۰۶ منتشر شد.

## بازیگران
- کوین کلاین
- برایس دالاس هاوارد
- رامالا گری
- آلفرد مولینا
- برایان بلسد
- دیوید اویلوو
- جانت مک‌تیر
- ادرین لستر